# Municipio de Acapulco de Juárez
Acapulco de Juárez, oficialmente denominado Municipio Libre de Acapulco de Juárez, es uno de los 85 municipios que conforman al estado mexicano de Guerrero, además de ser el más poblado del mismo y el undécimo más extenso. Económicamente es el municipio que más aporta al PIB estatal[cita requerida]. Se localiza al sur del estado en la región geo-económica y cultural de Acapulco —siendo el único municipio que conforma dicha región— y su cabecera municipal es la ciudad y puerto de Acapulco de Juárez, la ciudad más poblada de dicho estado.

## Geografía

### Localización y extensión
El municipio de Acapulco de Juárez se localiza al sur del estado de Guerrero, en el litoral de la costa guerrerense. Tiene una extensión de 1882,60 km² que corresponden al 2,6 % respecto al territorio total del estado y su litoral posee una longitud de 62 km representando el 12,3 % de la costa guerrerense.

### Orografía e hidrografía
La orografía del municipio se divide en tres diferentes tipos de relieve, las zonas accidentadas que abarcan un 40% del territorio, y se presentan principalmente en los extremos norte, noreste y en una pequeña porción en la parte suroeste del municipio Al norte, destacan elevaciones como el Cerro de San Nicolás con 2100 m s. n. m., localizado muy cercano de los límites con el Municipio de Chilpancingo de los Bravo. Las zonas semiplanas abarcan también un 40% del municipio y las zonas planas sólo un 20%. Otras elevaciones de importancia son el cerro Yerba Santa con 1120 m s. n. m., el cerro El Encanto con 1020 m s. n. m. y el cerro El Veladero con 900 m s. n. m., este último rodea parte de la ciudad de Acapulco y es conservado ecológicamente como un parque nacional desde 1980[cita requerida].
El municipio forma parte de dos regiones hidrológicas, y en ella prácticamente toda la zona oeste, suroeste y sur el municipio es bañada por la cuenca del río Atoyac, el resto del territorio municipal forma parte de la región Costa Chica-Río Verde y es enriquecido por el río Papagayo. Otros recursos hidrológicos de importancia son el río de La Sabana que cruza el municipio, los arroyos de Xaltianguis, Potrerillo, La Provincia y Moyoapa, así como las lagunas de Tres Palos y de Coyuca[cita requerida].

### Límites municipales
Tiene límites administrativos con los siguientes municipios y/o accidentes geográficos, según su ubicación:
| Noroeste: Chilpancingo de los Bravo Coyuca de Benítez | Norte: Chilpancingo de los Bravo Juan R. Escudero | Nordeste: Juan R. Escudero San Marcos |
| Oeste: Coyuca de Benítez Océano Pacífico              |                                                   | Este: San Marcos                      |
| Suroeste: Océano Pacífico                             | Sur: Océano Pacífico                              | Sureste: Océano Pacífico              |

### Climas y ecosistemas
El clima que predomina en el municipio es de tipo Cálido Subhúmedo con lluvias en verano extendiéndose prácticamente en casi toda su superficie. Sin embargo, en zonas con mayor elevaciones, que cubren las parte noroeste del territorio, persisten variaciones al presentarse un clima de tipo Semicálido subhúmedo con lluvias en verano. Su temperatura media anual promedio presenta variaciones: en gran parte de la zona norte del municipio va de los 22 a 26 º C; Esta parte posee mayores elevaciones y por ende un clima templado, mientras que en la parte sur y oriente del territorio que en su mayoría son partes bajas va de los 26 a 28 °C; aquí suelen presentarse climas caliente y húmedo. Su precipitación anual promedio también es variada, en su extremo sur, particularmente en el sureste, presenta 1200 mm. En la zona centro y los extremos oeste y suroeste del territorio donde se localiza la cabecera municipal se presentan precipitaciones de 1500 mm. En su extremo norte, en una muy pequeña porción, se llegan presentar precipitaciones de hasta 2000 mm.
La flora del municipio en casi la mayor parte de su territorio es la Selva Baja Caducifolia, que se integra por diversos gérmenes Bursera emulatos, Liay loma (tepehuaje), Jucartia mexicana (bonete), Impone (casahuate), Bombax (pochote)[cita requerida]. En algunas zonas de la serranía se localizan áreas de bosque de pino y encino. También se da el desarrollo de actividades como la agricultura, específicamente en la zona sureste del municipio. Su fauna se integra por especies animales como: conejo, iguana, tejón, zorrillo, mapache, venado, zopilote, sanate, tortolita, paloma, gavilán, pelícano, perico, gaviota, garza y la tortuga marina[cita requerida].

## Demografía

### Población
Conforme a las proyecciones del Consejo Nacional de Población, para el año 2019 el municipio cuenta con 837,914 habitantes, de los cuales 403,990 (48.21%) son hombres y 433,924 (51.79%) son mujeres.
| Población histórica del Municipio de Acapulco |
|                                               |
| Fuente:INEGI                                  |

### Localidades

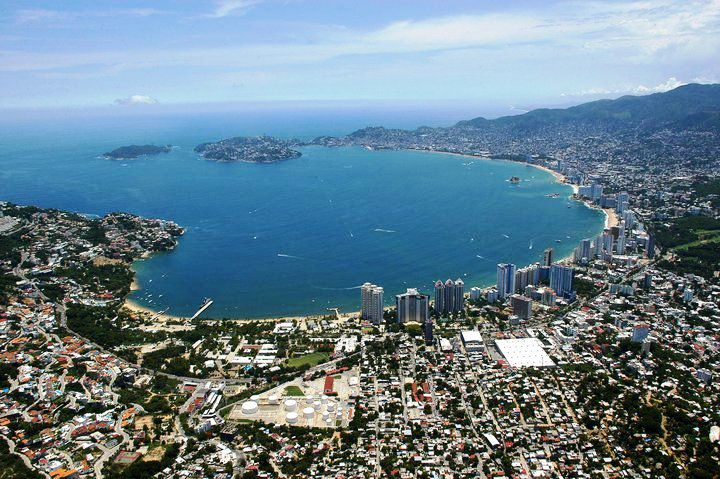
La ciudad y puerto de Acapulco de Juárez, cabecera municipal.

En el censo de 2020 el municipio de Acapulco de Juárez contaba con 227 localidades, de las cuales solo 16 superan los 2 000 habitantes, siendo Acapulco el municipio que concentra más del 85%, las principales considerando su población son las siguientes:
| Código INEGI      | Localidad                       | Población (2020) |
| ----------------- | ------------------------------- | ---------------- |
| 120010001         | Acapulco de Juárez              | 658 609          |
| 120010173         | Xaltianguis                     | 6 564            |
| 120010110         | Kilómetro Treinta               | 6 334            |
| 120010166         | Tres Palos                      | 5 668            |
| 120010158         | San Pedro las Playas            | 4 430            |
| 120010081         | Amatillo                        | 3 914            |
| 120010167         | Tuncingo                        | 2 805            |
| 120010128         | Los Órganos de Juan R. Escudero | 2 756            |
| 120010153         | San Isidro Gallinero            | 2 709            |
| 120010087         | El Bejuco                       | 2 457            |
| 120010164         | Texca                           | 2 314            |
| 120010102         | Ejido Nuevo                     | 2 304            |
| 120010155         | Lomas de San Juan               | 2 161            |
| 120010078         | Aguas Calientes                 | 2 099            |
| 120010107         | Huamuchitos                     | 2 076            |
| 120010121         | Lomas de Chapultepec            | 2 064            |
| 120010101         | Dos Arroyos                     | 1 917            |
| 120010149         | Sabanillas                      | 1 861            |
| 120010098         | La Concepción                   | 1 770            |
| 120010157         | San Pedro Cacahuatepec          | 1 552            |
| 120010082         | Apalani                         | 1 475            |
| 120010090         | Campanario                      | 1 459            |
| 120010109         | Kilómetro Veintiuno             | 1 435            |
| 120010104         | La Estación                     | 1 419            |
| 120010349         | San Andrés Playa Encantada      | 1 398            |
| 120010151         | El Salto                        | 1 385            |
| 120010095         | Cerro de Piedra                 | 1 337            |
| 120010125         | El Metlapil                     | 1 286            |
| 120010086         | Barrio Nuevo de los Muertos     | 1 264            |
| 120010113         | Kilómetro Cuarenta              | 1 199            |
| 120010152         | San Antonio                     | 1 081            |
| 120010297         | El Arenal                       | 1 039            |
| 120010658         | Alborada                        | 1 031            |
| 120010568         | Nueva Generación                | 1 012            |
| 120010144         | Pueblo Madero                   | 1 002            |
| Otras localidades | Otras localidades               | 44 380           |
| Total municipal   | Total municipal                 | 779 566          |

### Lenguas indígenas
Población de 5 y más que hablan lenguas indígenas según el censo del 2000 de la CONAPO.

## Educación
Una de las principales instituciones superiores es el Instituto Tecnológico de Acapulco (ITA) o (ITAcapulco) la cual es una institución pública de educación superior, cuya sede es la ciudad de Acapulco del Estado de Guerrero, México. Fue creado el 1 de octubre de 1975.
Imparte carreras a nivel licenciatura y nivel posgrado, en las áreas de ciencias sociales, administrativos e ingenierías. Forma parte de la Dirección General de Educación Superior Tecnológica de México (DGEST), de la Secretaría de Educación Pública.

## Símbolos

### Significado
La palabra Acapulco proviene del náhuatl: acápolco (acatl, carrizo; polli, es gramema de aumentativo; co, lugar. Entonces es: "Lugar donde abunda carrizos gigantes), pul, pol, aumentativo, y co (lugar), lo que en conjunto puede traducirse como "Lugar donde abundan carrizos gigantes".
También existe otra versión que indica que probablemente proviene de: ácatl (caña), pul (aumentativo) y co (lugar), "lugar de cañas grandes". Si bien algunos autores aceptan la primera, la Sociedad Académica de Historiadores concuerda en que la segunda es más fiel a la traducción, en especial porque los llamados carrizos -generalmente de bambú- llegaron mucho después de la conquista española, mientras la caña -de maíz obviamente- es de origen autóctono. Por otra parte, se ha sugerido que la palabra se deriva de los vocablos latinos acqua (agua) y pulchra (limpia o hermosa).
El 27 de junio de 1873 se rebautizó al municipio con el nombre oficial de Acapulco de Juárez como homenaje al entonces recién fallecido expresidente Benito Juárez, quien al regreso de su exilio en Nueva Orleans, en 1855 se reincorporó en este puerto a las filas de Juan N. Álvarez, que combatía a la dictadura Santanista y pugnaba por la República Federal.
El escudo que identifica al municipio, de acuerdo a sus raíces etimológicas, simboliza dos manos que parten o destruyen un carrizo; los tallos de las hojas sueltas son de color verde tierno; los brotes en el tallo, verde; naranja y amarillo al final y las manos café claro y oscuras.

### Escudo
El Escudo de Acapulco de Juárez simboliza dos manos que parten o destruyen un carrizo el cual es también el significado en náhuatl de la palabra Acapulco.
El escudo muestra dos manos destruyendo un carrizo de color verde, los tallos de las hojas sueltas son de color verde tierno; los brotes en el tallo, verde; naranja y amarillo al final y las manos café claro. Cada mano tiene distinto color para simbolizar la unidad entre personas de distinto color, el fondo es gris y tiene un contorno de color gris oscuro.

## Comunicaciones
Las principales formas de comunicación en el municipio son por vía terrestre, aérea y marítima. Por vía terrestre, las carreteras federales que cruzan el municipio son las siguientes:

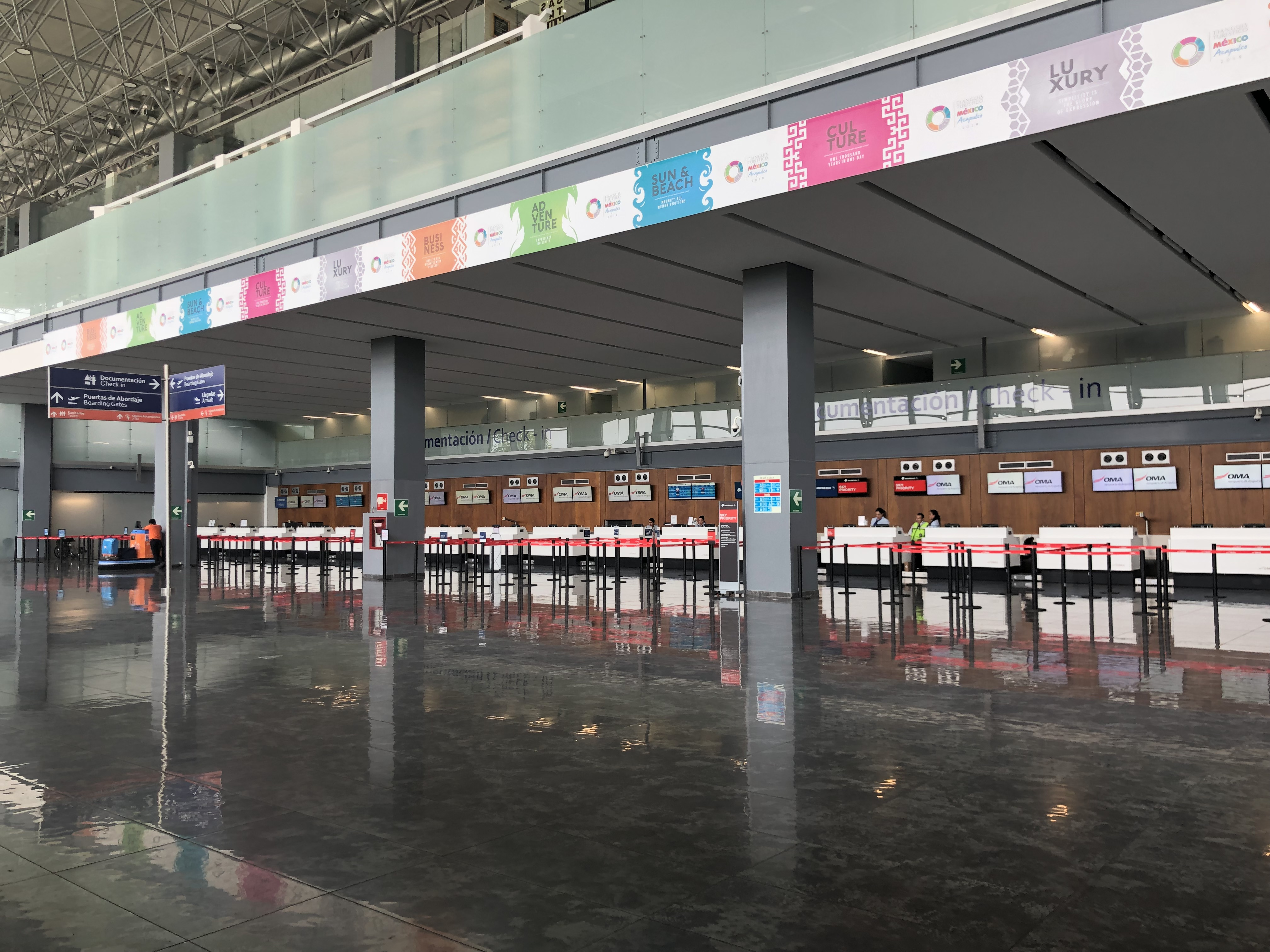
Aeropuerto Internacional de Acapulco.

- Carretera Federal 200: entra al municipio proveniente del municipio de San Marcos y mediante esta vía se conecta con todos los municipios de la región de la Costa Chica con la ciudad de Acapulco. En su paso por el municipio de Acapulco de Juárez, cruza algunas de las colonias y localidades de la Zona Metropolitana de Acapulco y sale de la misma con dirección poniente comunicando a dicha ciudad con Coyuca de Benítez.

- Carretera Federal 95, siendo su tramo final, ha sido la principal forma de comunicación entre la Ciudad de México y Acapulco desde 1927. Entra procedente del Municipio de Chilpancingo de los Bravo y atraviesa numerosas localidades del municipio. Paralela a ella, se extiende la Carretera Federal 95D y su tramo conocido como la Autopista del Sol que tiene establecida una caseta de cobro en el municipio, llamada La Venta, a las afueras de la ciudad de Acapulco. De igual manera cuenta con un entronque hacia la zona de Acapulco Diamante, tramo que a su vez comunica directamente con el Aeropuerto Internacional de Acapulco.

El Aeropuerto Internacional de Acapulco funciona como la principal forma de transporte aéreo en el municipio, se localiza a 26 km aproximadamente de la ciudad de Acapulco en la recta final del Boulevard de las Naciones en la conocida zona turística denominada Acapulco Diamante.
Debido al enorme crecimiento del parque vehicular en el puerto ha surgido la necesidad de crear vías alternas que permitan la fluidez del tránsito. Una de estas nuevas vías es el Paso Elevado Bicentenario en la Avenida Cuauhtémoc, a la altura de los entronques con las avenidas Universidad y Wilfrido Massieu.
Acapulco cuenta con infraestructura portuaria. El Puerto Transatlántico Internacional Teniente José Azueta se considera como puerto de altura con un muelle de 554 m lineales, para barcos de 9 m de calado. Sus servicios se enfocan en la atención a pasajeros en cruceros turísticos y como muelle de altura al manejo semiespecializado de contenedores y carga general. Dentro de su infraestructura cuenta con 5.700 m² de bodega y 8.300 m² de patios de almacenamiento. Adicionalmente, existe el Club de Yates de Acapulco.
Además de contar con un Sistema de transporte público, conocido como Acabús, es un autobús de tránsito rápido (Bus Rapid Transit, BRT) para la Zona Metropolitana de Acapulco, el cual tuvo una inversión de 1,800 millones de pesos. Se tenía previsto que el primer autobús comenzaría a circular en mayo de 2013 y el proyecto completo quedaría concluido a finales de agosto del mismo año. Sin embargo, la ejecución del proyecto presentó retrasos en la conclusión de las obras por lo que el sistema inició el 31 de mayo del 2016 una Fase de Pruebas, y el día 25 de junio del 2016 arrancó oficialmente. Es el primer transporte de este tipo en el estado de Guerrero.

## Política y gobierno
El 6 de agosto de 1824 fue creada la municipalidad de Acapulco formando parte del Estado de México. Al erigirse el estado de Guerrero el 27 de octubre de 1849 quedó constituido dentro de él como uno de los 38 municipios que en ese entonces lo conformaban.
Actualmente el gobierno de Acapulco está compuesto por
- Presidente Municipal, representado por Abelina López Rodríguez, por el partido Movimiento Regeneración Nacional para el periodo 2021-2024.[33]
- Síndicos Procuradores
- Regidores

### Administración municipal
El gobierno del municipio está conformado por un Ayuntamiento, dos síndicos, y un cabildo formado por catorce regidores por mayoría relativa y ocho por representación proporcional, todos son electos mediante una planilla única para un periodo de tres años no renovables para el periodo inmediato, pero si de manera no continúa, las elecciones se celebran el primer domingo del mes de octubre y el ayuntamiento entra.... a ejercer su cargo el día 1 de enero del año posterior a la elección. El municipio es gobernado por Morena luego de haber triunfado en las elecciones estatales de 2018.

### Representación legislativa
Para la elección de los Diputados locales al Congreso de Guerrero y de los Diputados federales a la Cámara de Diputados de México, Acapulco de Juárez se encuentra integrado en los siguientes distritos electorales:
Local:
| Distrito                                  | Cabecera | Diputado                       | Secciones | Partido | Ref.   |
| ----------------------------------------- | -------- | ------------------------------ | --------- | ------- | ------ |
| III Distrito Electoral Local de Guerrero  | Acapulco | Estrella de la Paz Bernal      | 71        |         | [ 35 ] |
| IV Distrito Electoral Local de Guerrero   | Acapulco | Gloria Citlali Calixto Jiménez | 79        |         | [ 35 ] |
| V Distrito Electoral Local de Guerrero    | Acapulco | Beatriz Mojica Morga           | 58        |         | [ 35 ] |
| VI Distrito Electoral Local de Guerrero   | Acapulco | Leticia Castro Ortiz           | 53        |         | [ 35 ] |
| VII Distrito Electoral Local de Guerrero  | Acapulco | Ricardo Astudillo Calvo        | 39        |         | [ 35 ] |
| VIII Distrito Electoral Local de Guerrero | Acapulco | Marco Tulio Sánchez Alarcón    | 81        |         | [ 35 ] |
| IX Distrito Electoral Local de Guerrero   | Acapulco | Joaquín Badillo Escamilla      | 62        |         | [ 35 ] |

Federal:
| Distrito                                  | Cabecera | Diputado                           | Secciones | Partido | Ref.   |
| ----------------------------------------- | -------- | ---------------------------------- | --------- | ------- | ------ |
| IV Distrito Electoral Federal de Guerrero | Acapulco | Pablo Amílcar Sandoval Ballesteros | 223       |         | [ 36 ] |
| IX Distrito Electoral Federal de Guerrero | Acapulco | Rosario Merlín García              | 159       |         | [ 36 ] |

## Cronología de presidentes municipales
Presidentes municipales de Acapulco desde 1963
| Presidente Municipal | Presidente Municipal | Presidente Municipal          | Periodo                | Periodo                  | Partido político | Notas                                                                         |
| -------------------- | -------------------- | ----------------------------- | ---------------------- | ------------------------ | ---------------- | ----------------------------------------------------------------------------- |
|                      |                      | Ricardo Morlett Sutter        | 1 de enero de 1963     | 31 de diciembre de 1965  |                  |                                                                               |
|                      |                      | Martín Heredia Merckley       | 1 de enero de 1966     | 31 de diciembre de 1968  |                  |                                                                               |
|                      |                      | Israel Nogueda Otero          | 1 de enero de 1969     | 3 de mayo de 1971        |                  |                                                                               |
|                      |                      | Antonio Trani Zapata          | 4 de mayo de 1971      | 31 de diciembre de 1971  |                  | Presidente municipal Interino                                                 |
|                      |                      | Israel Hernández Ramos        | 1 de enero de 1972     | 31 de diciembre de 1974  |                  |                                                                               |
|                      |                      | Ismael Andraca Navarrete      | 1 de enero de 1975     | 3 de abril de 1975       |                  |                                                                               |
|                      |                      | Virgilio Gómez Moharro        | 4 de abril de 1975     | 31 de diciembre de 1977  |                  | Presidente municipal Interino                                                 |
|                      |                      | Febronio Díaz Figueroa        | 1 de enero de 1978     | 31 de diciembre de 1980  |                  |                                                                               |
|                      |                      | Amín Zarur Ménez              | 1 de enero de 1981     | 31 de diciembre de 1983  |                  |                                                                               |
|                      |                      | Alfonso Argudín Alcaraz       | 1 de enero de 1984     | 31 de diciembre de 1986  |                  |                                                                               |
|                      |                      | Israel Soberanis Nogueda      | 1 de enero de 1987     | 12 de marzo de 1989      |                  | Presidente municipal Interino                                                 |
|                      |                      | Virgilio Gómez Moharro        | 13 de marzo de 1989    | 31 de diciembre de 1989  |                  | Presidente municipal Interino                                                 |
|                      |                      | René Juárez Cisneros          | 1 de enero de 1990     | 2 de abril de 1993       |                  |                                                                               |
|                      |                      | Antonio Piza Soberanis        | 3 de abril de 1993     | 30 de septiembre de 1993 |                  |                                                                               |
|                      |                      | Rogelio de la O Almazán       | 1 de octubre de 1993   | 31 de marzo de 1996      |                  | Interino                                                                      |
|                      |                      | Juan Salgado Tenorio          | 1 de abril de 1996     | 2 de marzo de 1997       |                  |                                                                               |
|                      |                      | Manuel Añorve Baños           | 3 de marzo de 1997     | 15 de marzo de 1998      |                  |                                                                               |
|                      |                      | César Varela Blanco           | 16 de marzo de 1998    | 3 de julio de 1998       |                  |                                                                               |
|                      |                      | Manuel Añorve Baños           | 4 de julio de 1998     | 7 de febrero de 1999     |                  |                                                                               |
|                      |                      | Ana María Castilleja Mendieta | 7 de febrero de 1999   | 31 de marzo de 1999      |                  |                                                                               |
|                      |                      | Zeferino Torreblanca Galindo  | 1 de abril de 1999     | 31 de marzo de 2002      |                  | Primer presidente municipal ajeno al PRI                                      |
|                      |                      | Alberto López Rosas           | 1 de abril de 2002     | 31 de diciembre de 2005  |                  |                                                                               |
|                      |                      | Félix Salgado Macedonio       | 1 de enero de 2006     | 15 de febrero de 2008    |                  |                                                                               |
|                      |                      | César Zambrano Pérez          | 16 de febrero de 2008  | 31 de diciembre de 2008  |                  | Presidente municipal interino                                                 |
|                      |                      | Manuel Añorve Baños           | 1 de enero de 2009     | 8 de febrero de 2010     |                  |                                                                               |
|                      |                      | Alejandro Porcayo Rivera      | 9 de febrero de 2010   | 4 de noviembre de 2010   |                  | Presidente municipal Interino                                                 |
|                      |                      | José Luis Ávila Sánchez       | 5 de noviembre de 2010 | 10 de febrero de 2011    |                  | Presidente municipal Interino                                                 |
|                      |                      | Manuel Añorve Baños           | 10 de febrero de 2011  | 24 de marzo de 2012      |                  | Resumió el cargo y pide licencia por segunda ocasión                          |
|                      |                      | Verónica Escobar Romo         | 24 de marzo de 2012    | 30 de septiembre de 2012 |                  | Presidenta municipal Interina                                                 |
|                      |                      | Luis Walton Aburto            | 1 de octubre de 2012   | 26 de enero de 2015      |                  | Pide licencia para buscar la gubernatura del estado en las elecciones de 2015 |
|                      |                      | Luis Uruñuela Fey             | 26 de enero de 2015    | 30 de septiembre de 2015 |                  | Presidente municipal Interino                                                 |
|                      |                      | Evodio Velázquez Aguirre      | 1 de octubre de 2015   | 30 de septiembre de 2018 |                  |                                                                               |
|                      |                      | Adela Román Ocampo            | 1 de octubre de 2018   | 30 de septiembre de 2021 |                  |                                                                               |
|                      |                      | Abelina López Rodríguez       | 1 de octubre de 2021   | 30 de septiembre de 2024 |                  |                                                                               |
|                      |                      | Abelina López Rodríguez       | 1 de octubre de 2024   | En el cargo              |                  | Coalición "Sigamos Haciendo Historia" Fue reelegida                           |